# Copa Felix Bogado
Copa Felix Bogado – rozgrywany w latach 1976–1983 turniej towarzyski między reprezentacjami Paragwaju i Argentyny. Pierwsza edycja była rozgrywana w ramach Copa del Atlantico.

## Zwycięzcy
- 1976:  Argentyna
- 1977:  Paragwaj
- 1983:  Paragwaj